# Hesselteich
Hesselteich [ˈhɛsltaɪ̯ç] ⓘ ist ein Ortsteil im ostwestfälischen Versmold im Kreis Gütersloh und hat 539 Einwohner (Stand: 1. Januar 2022).

## Geschichte
Bis zur Franzosenzeit war Hesselteich eine Bauerschaft im Amt Ravensberg der Grafschaft Ravensberg. Von 1807 bis 1810 gehörte Hesselteich zum Kanton Versmold des Königreichs Westphalen und von 1811 bis 1813 zum Kanton Versmold im französischen Département der oberen Ems. 1816 kam die Gemeinde Hesselteich zum Kreis Halle, in dem sie zum Amt Versmold gehörte. Im Rahmen der nordrhein-westfälischen Gebietsreform wurde Hesselteich am 1. Januar 1973 im Zuge der Umsetzung des Bielefeld-Gesetzes mit den übrigen Gemeinden des Amtes Versmold zur neuen Stadt Versmold zusammengeschlossen. Das Amt Versmold wurde aufgelöst; sein Rechtsnachfolger ist die Stadt Versmold.

## Einwohnerentwicklung
Nachfolgend dargestellt ist die Einwohnerentwicklung von Hesselteich in der Zeit als selbständige Gemeinde im Kreis Halle (Westf.). In der Tabelle werden auch die Einwohnerzahlen von 1970 (Volkszählungsergebnis) und 1972 sowie des Ortsteils Hesselteich (Angaben seit 2006) angegeben.

Bevölkerungsentwicklung in Hesselteich zwischen 1817 und 1965

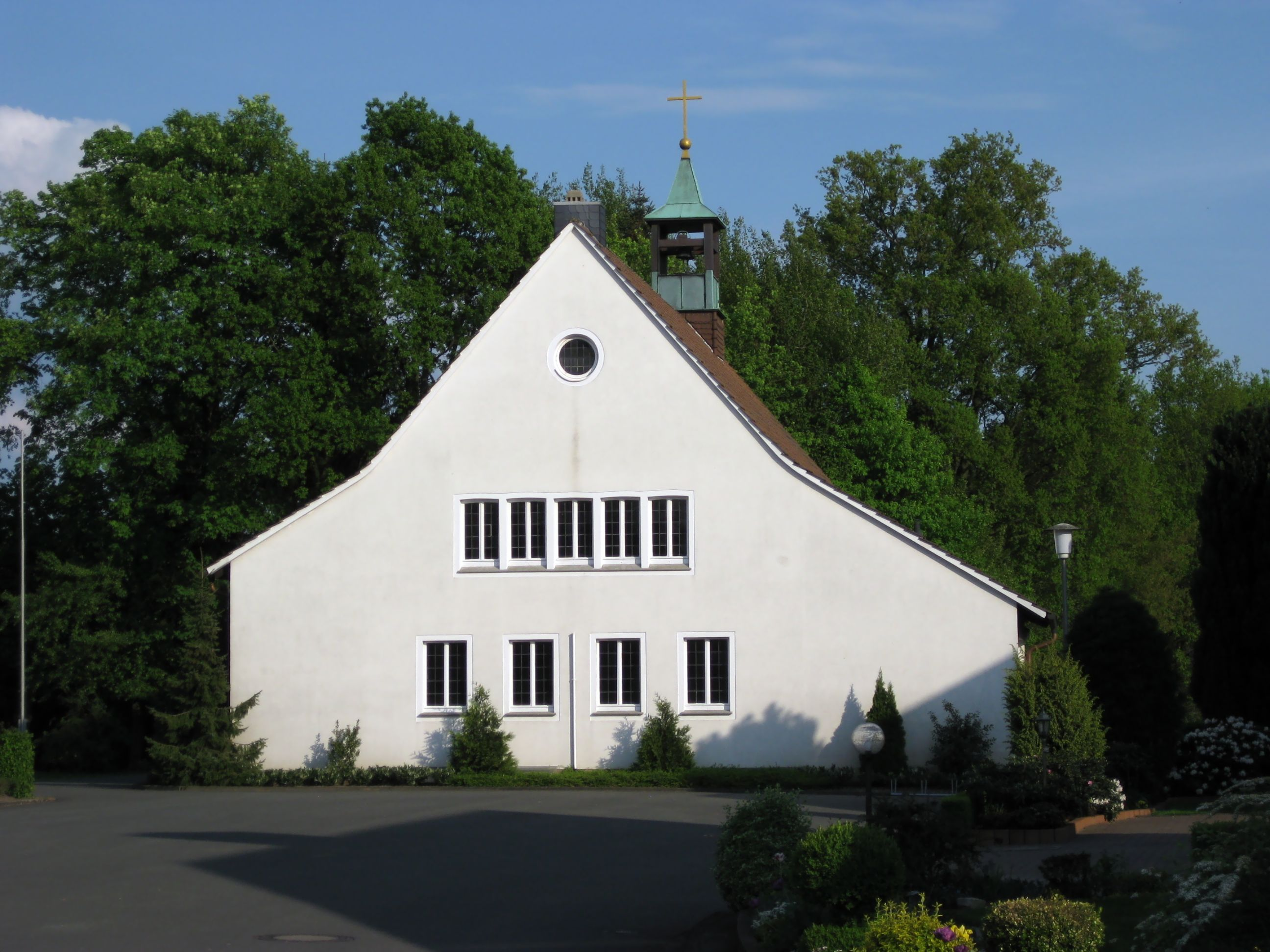
Evangelische Paul-Gerhard-Kapelle in Hesselteich

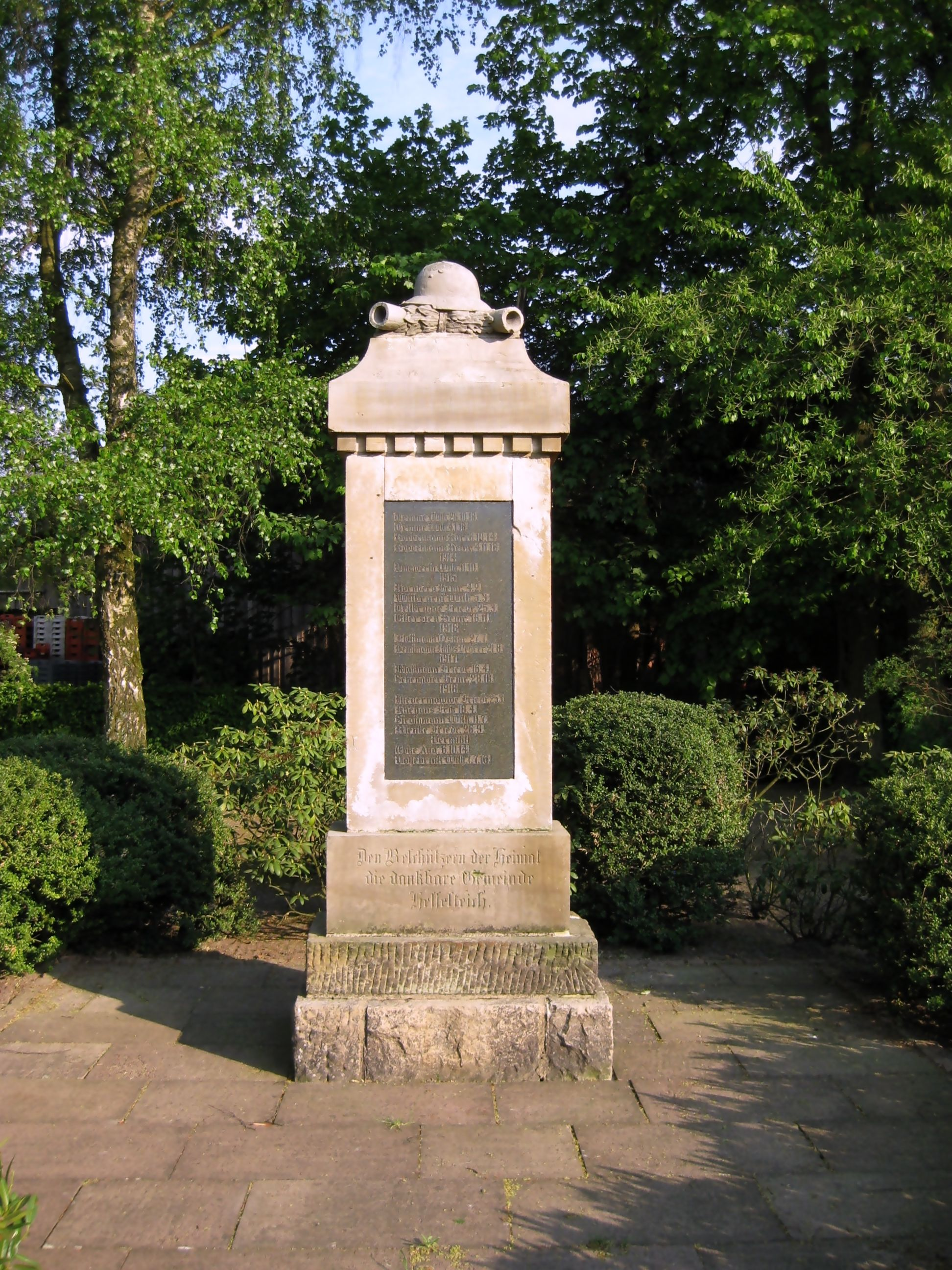
Gefallenendenkmal in Hesselteich

| Jahr | Einwohner |
| ---- | --------- |
| 1799 | 360       |
| 1817 | 367       |
| 1900 | 433       |
| 1939 | 445       |
| 1946 | 694       |
| 1961 | 613       |
| 1965 | 585       |
| 1970 | 777       |
| 1972 | 752       |
| 2006 | 545       |
| 2017 | 532       |
| 2022 | 539       |

## Sport
Für die Angebote im Breitensport ist die Spielvereinigung Hesselteich-Siedinghausen verantwortlich.

## Öffentliche Einrichtungen
Der Löschzug Hesselteich gehört zur Freiwilligen Feuerwehr der Stadt Versmold. 37 Kameraden und Kameradinnen sind derzeit im Brandschutz und für die allgemeine Hilfe aktiv.